# 최소율
최소율(2016년 1월 26일 ~ )은 대한민국의 배우이다.

## 출연

### 방송

#### 드라마
- 2021년 JTBC 주말드라마 《구경이》 - 나나 역
- 2022년 MBC 토요드라마 《지금부터, 쇼타임!》 - 박시은 역
- 2022년 쿠팡플레이 《안나》 (웹 드라마) - 어린 이유미 / 이안나 역 (수지, 김수인 아역)
- 2022년 TVING 《나를 사랑하지 않는 X에게》 (웹 드라마) - 어린 서희수 역 (한지효 아역)
- 2022년 KBS2 일일드라마 《태풍의 신부》 - 배딸기 역
- 2023년 TVN 주말드라마 《일타 스캔들》 - 어린 해이 역 (노윤서 아역)
- 2023년 SBS 금토드라마 《악귀》 - 어린 산영 역 (김태리 아역)
- 2023년 MBC 수요드라마 《오늘도 사랑스럽개》 - 어린 초영 역 (김이경 아역)
- 2023년 TV조선 토드라마 《나의 해피엔드》 - 허아린 역

#### 홈쇼핑
- 2020년 네이버 《리틀블링》 (웹 홈쇼핑) - 출연자 (2020.10.18)
- 2020년 네이버 《밀리안》 (웹 홈쇼핑) - 출연자 (2020.12.09)
- 2021년 네이버 《닥스 키즈》 (웹 홈쇼핑) - 출연자 (2021.09.13)
- 2022년 네이버 《워니리본》 (웹 홈쇼핑) - 출연자 (2022.06.21)

### 뮤직비디오
- 2020년 주이현 / 헤인즈 - 〈See Saw〉

### 광고
- 2019년 베이비유 컬러풀데이즈 2
- 2019년 골든듀에이엠씨 스타일러스 × 미피
- 2019년 카카오 카카오프렌즈
- 2019년 에스앤와이 스타베이비 흘림방지볼
- 2019년 한솔교육 신기한 한글나라
- 2019년 대한민국 방송통신심의위원회
- 2019년 SK 와이번스 스마일터치 릴레이 캠페인
- 2019년 쓰리케어 스윗랜드
- 2019년 롯데호텔월드 롯데월드 아쿠아리움
- 2019년 이마트 데이즈
- 2019년 교보생명보험
- 2019년 스페셜드림 경추베개
- 2019년 파크론 퓨어버블매트
- 2019년 네오팜 아토팜
- 2019년 ABC마트 호킨스
- 2020년 LG전자
- 2020년 오즈키즈
- 2020년 오즈키즈
- 2020년 LG전자
- 2020년 오즈키즈
- 2020년 한국인삼공사 정관장
- 2020년 카카오 카카오프렌즈 어피치율
- 2020년 이랜드그룹 이랜드몰
- 2020년 오즈키즈
- 2020년 한국인삼공사 정관장
- 2020년 이랜드그룹 이랜드몰
- 2020년 카카오 카카오프렌즈 코코베베
- 2020년 보보안
- 2020년 이랜드그룹 이랜드몰
- 2020년 대한민국 농림축산식품부
- 2020년 이마트 데이즈
- 2020년 한솔교육 핀덴아이
- 2020년 한솔교육 핀덴아이
- 2020년 엔젤리제 (With 서우진)
- 2020년 패션플러스 소담예인
- 2020년 대한민국 통계청 인구주택총조사 - 국민대표로 말해주세요 편 (With 박서준, 박선영)
- 2020년 더핑크퐁컴퍼니 핑크퐁 아기 상어
- 2020년 네모난오렌지 리틀블링
- 2020년 벗이 벗이미술관
- 2020년 에듀팜 청계목장
- 2021년 LG전자
- 2021년 신한금융지주 신한은행 - 마음을 기울입니다 편 (With 조승우)
- 2021년 SD 바이오센서 생명을 지키는 모든 시작 (With 송중기)
- 2021년 한국외국어대학교 한국외국어대학교 부속 영어유치원
- 2021년 오즈토이 신비아파트 퍼즐드로잉 더블 × 놀이책상
- 2021년 농업협동조합 함께 달려온 60년 함께 열어갈 100년 (With 백종원)
- 2021년 라한호텔 하리보
- 2021년 대성글로비즈 코자요
- 2021년 야마하 음악교실
- 2021년 현대건설 힐스테이트
- 2021년 스마트에프앤디 스마트 원복
- 2021년 베네통 베네통 키즈
- 2021년 경동나비엔
- 2021년 파리크라상 라미장
- 2021년 스마트에프앤디 스마트 원복
- 2022년 SK스토아
- 2022년 제드코리아 알마센
- 2022년 아이몽땅
- 2022년 스마트에프앤디 스마트 원복
- 2022년 마르마르코펜하겐
- 2022년 SD 바이오센서 (With 송중기)
- 2022년 에프앤에프 MLB 키즈
- 2022년 오로라월드 부르르
- 2022년 LG유플러스
- 2022년 신성통상 탑텐
- 2022년 LG전자
- 2022년 이랜드그룹 밀리밤
- 2022년 무신사
- 2022년 티앤아이 가누다
- 2022년 워니리본
- 2022년 이랜드그룹 밀리밤
- 2022년 이랜드그룹 밀리밤
- 2022년 스마트에프앤디 스마트 원복
- 2022년 워니리본
- 2022년 대우건설
- 2022년 LF 닥스 키즈
- 2022년 무신사
- 2022년 삼성물산 빈폴 키즈
- 2022년 워니리본
- 2022년 에프앤에프 MLB 키즈
- 2022년 루피움 깔랑
- 2022년 무신사
- 2022년 이원 투다리 (With 박희순)
- 2022년 게스키즈
- 2022년 무신사
- 2022년 배럴키즈

- 2022년 삼성물산 빈폴 키즈
- 2022년 SD 바이오센서 (With 송중기)
- 2023년 피스피스스튜디오 마르디 메크리디
- 2023년 [신성통산]탑텐키즈
- 2023년 뉴발란스키즈

## 잡지

### 순간

#### 유아
- 2019년 《오즈북》 (오즈키즈)

### 월간

#### 유아
- 2019년 《아망 6월호》 (아망)
- 2019년 《베스트 베이비 6월호》 (비비북스)
- 2019년 《앙쥬 8월호》 (무크하우스)
- 2020년 《앙쥬 4월호》 (무크하우스)
- 2020년 《앙쥬 9월호》 (무크하우스)

## 가족 관계
- 아버지 : 최종선
- 어머니 : 김신애